# Thomas Mackenzie
Pour les articles homonymes, voir MacKenzie.
Sir Thomas Mackenzie, né peut-être début mars 1853 à Édimbourg en Écosse et mort le 14 février 1930 à Dunedin en Nouvelle-Zélande, est un explorateur et homme d'État néo-zélandais, Premier ministre du pays du 28 mars au 10 juillet 1912 puis haut-commissaire de la Nouvelle-Zélande au Royaume-Uni de 1912 à 1920.

## Biographie

### Jeunesse et débuts
Fils de jardinier, il est baptisé Thomas Noble Mackenzie, mais n'utilise jamais le prénom « Noble ». Sa date de naissance semble incertaine : l’Encyclopædia Britannica donne le 10 mars 1854, le Musée de Nouvelle-Zélande Te Papa Tongarewa donne le 10 mars 1853, tandis que le Dictionary of New Zealand Biography indique que le 10 mars 1853 est la date de son baptême et non sa date de naissance. Sa famille émigre dans la communauté écossaise de Dunedin en 1858, lorsqu'il a probablement cinq ans.
Jeune adulte, Thomas Mackenzie s'établit avec son frère comme arpenteur dans le sud de l'île du Nord, puis comme commerçant à Balclutha, dans l'île du Sud. Il est conseiller municipal à Balclutha de 1881 à 1887, puis est élu député sans étiquette à la Chambre des représentants de Nouvelle-Zélande en 1887. Il siège sur les bancs de l'opposition au gouvernement libéral de John Ballance élu en 1890.
Dans le même temps, il explore l'île du Sud, dont l'intérieur des terres est encore méconnu : le Fiordland et les Catlins. C'est lui qui découvre le col de montagne Mackenzie (Mackenzie Pass) qui mène au bras de mer Dusky Sound. Au Parlement, il mène campagne pour la protection de ces environnements naturels, demandant en 1893 la protection des oiseaux sauvages endémiques à la Nouvelle-Zélande ainsi que des phoques, proposant en 1894 que le Fiorland devienne un parc naturel, et s'opposant aux décisions du gouvernement qui ouvre les espaces naturels à la colonisation. En 1898, il est fait fellow de la Royal Geographical Society, en reconnaissance de ses découvertes et de ses campagnes.
Quittant le Parlement en 1896, il s'installe à Londres comme agent de marketing pour des co-opératives d'agriculteurs néo-zélandais. De retour en Nouvelle-Zélande en 1900, il retrouve un siège de député cette même année en remportant une élection partielle dans la circonscription de Waihemo.

### Ministre puis Premier ministre
En 1908, lassé de ne pouvoir faire grand chose comme député d'opposition, il adhère au Parti libéral. En 1909 le Premier ministre Joseph Ward le fait ministre de l'Agriculture, des Industries, du Commerce et du Tourisme. Ces fonctions lui permettent de prendre des mesures de préservation du patrimoine naturel.
À la suite des élections législatives de 1911 qui produisent un parlement sans majorité, Joseph Ward démissionne en mai 1912, et le parti choisit Thomas Mackenzie comme nouveau Premier ministre. À court d'idées nouvelles pour le pays, il n'est à la tête du gouvernement que pendant trois mois et demi ; l'opposition conservatrice dépose avec succès une motion de censure contre son gouvernement, et les conservateurs, menés par Bill Massey, retrouvent le pouvoir après vingt-deux ans de gouvernements libéraux.

### Ambassadeur
Thomas Mackenzie démissionne à nouveau du Parlement et accepte d'être nommé haut-commissaire (ambassadeur) de Nouvelle-Zélande au Royaume-Uni. Il est ainsi le représentant de la Nouvelle-Zélande à Londres durant la Première Guerre mondiale, et joue un rôle actif à ce poste. En 1915, son fils Clutha Mackenzie, soldat, est rendu aveugle par une blessure aux yeux à la bataille bataille de Chunuk Bair aux Dardanelles. En 1916, Thomas Mackenzie est fait chevalier, et en 1919 il participe à la conférence de la paix de Paris, avant de représenter la Nouvelle-Zélande à la Société des Nations,.
En 1920, au moment de quitter sa fonction d'ambassadeur, il est le premier Néo-Zélandais à être fait chevalier grand-croix de l'ordre de Saint-Michel et Saint-Georges. Son dernier acte comme ambassadeur est d'obtenir que soit accéléré le rapatriement des anciens combattants néo-zélandais. Il retourne en Nouvelle-Zélande et, en 1921, est fait membre du Conseil législatif, la chambre haute du Parlement de Nouvelle-Zélande. Il s'y consacre à promouvoir la conservation de la nature, et devient le premier président de l'organisation environnementale Forest & Bird (en) en 1923.